# EHang
EHang (Guangzhou EHang Intelligent Technology Co. Ltd) est une société chinoise (anciennement : Beijing Yi-Hang Creation Science & Technology Co., Ltd. ; en chinois : 北京亿航创世科技有限公司) qui développe des drones, dont certains sont déjà utilisés pour des missions de topographie et de photographie aérienne.

## Histoire
Le drone EHang 184, présenté au Consumer Electronics Show de Las Vegas en 2016, est le premier drone de passagers au monde. Il a été testé avec succès en Chine.
La société EHang a annoncé son intention de lancer un service de taxi aérien autonome pour la Dubai Roads and Transport Authority à l'été 2017. Cependant, en novembre 2017, il n'y avait aucune nouvelle concernant une telle introduction. La société a également participé à un projet de drone taxi du Nevada Institute for Autonomous Systems aux États-Unis. L'objectif était de transporter un seul passager jusqu'à 23 minutes avec le drone Ehang 184. En novembre 2018, elle a signé un accord avec la ville de Lyon, en France, pour y ouvrir un centre de recherche. Dans le même temps, elle a conclu un partenariat stratégique avec le groupe aérospatial autrichien FACC (de) pour faire avancer les activités de développement, de certification et de production d'EHang en Europe.
EHang est cotée au NASDAQ avec le symbole EH depuis le 12 décembre 2019.
En 2024, dix ans après sa création, Ehang est le seul fabricant de drones autonomes de transport de passagers à pouvoir commercialiser ses appareils en Chine et dans quelques autres pays. L'EH216-S est le premier et le seul aéronef électrique autonome à avoir obtenu une certification de l'aviation civile chinoise et à pouvoir voler quotidiennement en Chine. Il peut transporter 2 passagers à 90 km/h sur une distance de 30 km sans intervention humaine. Ehang a déjà vendu 300 appareils et prévoit d'en livrer environ 200 en 2024, 400 en 2025 et, à terme, jusqu'à 600 par an. Elle a reçu une commande de 100 appareils d'Abu Dhabi, où elle a déjà livré 5 exemplaires. L'appareil a déjà réalisé plus de 50000 vols sans le moindre accident. Une demande de certification a été déposée auprès de l'Agence européenne de sécurité aérienne (EASA).

## Drones

### Ghost, Ghost 2.0
Ghost est un quadrirotor développé par Ehang.
Spécifications, :
- Taille : 0,36 m
- Masse à vide : 0,650 kg hors batterie
- Batterie : batterie lithium 2,6 Ah
- Endurance : 8 à 13 minutes
- Motorisation : 6 moteurs électriques

### Hexacopter
Ehang Hexacopter est un hexacoptère en fibre de carbone développé par Ehang.
Spécifications :
- Charge : 100 kg
- Endurance : 23 minutes
- Portée : 50 km
- Motorisation : 6 moteurs électriques
- Prix unitaire : 250 000 dollars américains

## Drones de passagers

### EHang 184
L'Ehang 184 est un drone autonome transporteur de passagers. En février 2018, il a effectué des vols de tests avec passagers. Il peut transporter un passager à une vitesse de 60 km/h à une altitude de 500 mètres pendant 25 minutes.
Spécificationshttps :
- Passagers : 1
- Longueur : 2,61 m
- Envergure : 6,90 m
- Hauteur : 1,76 m
- Masse maximale au décollage :  kg
- Charge utile : 100 kg
- Endurance : 23 minutes
- Portée : 16 km
- Vitesse maximale : 130 km/h
- Distance franchissable : 16 km
- Motorisation : 8 moteurs électriques max 106 kW

### EHang 216
Le 216 est un biplace avec 16 hélices, il a effectué plus de 1000 vols habités en Juillet 2018 et sa distance maximale de vol était de 8,8 km (5,5 miles). Début avril 2019, un Ehang 216 a été présenté dans un stade de football de Vienne pour de courts vols d’essai. Le premier vol d’essai aux États-Unis a eu lieu le 8 janvier 2020 avec un permis de vol spécial de la Federal Aviation Administration (FAA). Le 1er octobre 2018, la CAAC a approuvé la première exploitation de passagers à certains endroits. En janvier 2020, la CAAC a annoncé qu’Ehang est l’une des cinq entreprises chinoises impliquées dans la mise en œuvre de la réglementation des taxis aériens urbains ("Lignes directrices pour la certification de la navigabilité des drones en fonction du risque opérationnel"). Elle certifie l'EHang 216-S en 2023. L’Autorité norvégienne de l’aviation civile a accordé un permis d’exploitation provisoire pour l’Ehang 216. C’est le premier du genre en Europe.
Spécifications :
- Passagers : 2
- Longueur : 2,61 m
- Hauteur : 1,76 m
- Masse maximale au décollage :  kg
- Charge utile : 100 kg
- Endurance : 23 minutes
- Portée : 16 km
- Vitesse maximale : 130 km/h
- Distance franchissable : 35 km
- Motorisation : 16 moteurs électriques